# Bellinge
Bellinge är en tätort i Odense kommun i Region Syddanmark i Danmark. Tätorten har 5 881 invånare (2024). Den ligger på Fyn, cirka 8 kilometer sydväst om Odense.